# 京都府立舞鶴支援学校北吸分校
京都府立舞鶴支援学校北吸分校（きょうとふりつ まいづるしえんがっこう きたすいぶんこう）は、京都府舞鶴市北吸にある府立特別支援学校。
京都府立舞鶴こども療育センターに入院して治療生活を送る児童・生徒を主な教育対象とする。

## 所在地
- 京都府舞鶴市北吸無番地

北緯35度28分23.8秒 東経135度22分39.3秒 / 北緯35.473278度 東経135.377583度
舞鶴若狭自動車道 舞鶴東IC から約15分。
JR西日本 舞鶴線 東舞鶴駅 から自動車で約5分。

## 設置学部
- 小学部
- 中学部

登校学習・院内学習・ベッドサイド学習など個人の病状に応じた学習形態をとる。

## 歴史
- 1959年（昭和34年）4月1日 - 舞鶴市立三笠小学校の一学級として、舞鶴共済整肢学園（現・子ども療育センター）内に「特殊学級」を開設。
- 1979年（昭和54年）4月1日 - 旧・京都府立舞鶴養護学校が開校。
- 1980年（昭和55年）4月1日 - 京都府立舞鶴支援学校北吸分校として開校。
- 2005年（平成17年）4月1日 - 舞鶴市堀に京都府立舞鶴養護学校が新たに開校したことに伴い、同日付けで、京都府立舞鶴養護学校北吸分校として衣替え。
- 2011年（平成23年）4月1日 - 学校名を「京都府立舞鶴支援学校北吸分校」に変更。